# Johnny Cash With His Hot and Blue Guitar
Johnny Cash With His Hot and Blue Guitar är countrysångaren Johnny Cashs debutalbum, utgivet 1957 på Sun Records. Det innehöll fyra av hans tidigare hitsinglar, "I Walk the Line", "Cry! Cry! Cry!", "So Doggone Lonesome" och "Folsom Prison Blues".
En CD-utgåva släpptes 2002 på Varèse Sarabande innehållande fem bonusspår, b-sidorna "Hey, Porter!" och "Get Rhythm" samt alternativa versioner av "I Was There When It Happened" "Folsom Prison Blues" och "I Walk the Line".

## Låtlista
1. "Rock Island Line" (Leadbelly) - 2:11
2. "(I Heard That) Lonesome Whistle" (Jimmie Davis/Hank Williams) - 2:25
3. "Country Boy" (Johnny Cash) - 1:49
4. "If the Good Lord's Willing" (Jerry Reed) - 1:44
5. "Cry! Cry! Cry!" (Johnny Cash) - 2:29
6. "Remember Me (I'm the One Who Loves You)" (Stuart Hamblen) - 2:01
7. "So Doggone Lonesome" (Johnny Cash) - 2:39
8. "I Was There When It Happened" (Jimmie Davis/Fern Jones) - 2:17
9. "I Walk the Line" (Johnny Cash) - 2:46
10. "Wreck of the Old '97" (Norman Blake/Johnny Cash/Bob Johnson) - 1:48
11. "Folsom Prison Blues" (Johnny Cash) - 2:51
12. "Doin' My Time" (Jimmie Skinner) - 2:40